# Deadman's Cay
Deadman's Cay är en obebodd ö i Anguilla. Den ligger nordöst om Scrub Island, 17 kilometer öster om huvudstaden The Valley.